# Équipe de Tunisie de volley-ball en 1993
L'équipe de Tunisie de volley-ball dispute le championnat d'Afrique organisé à Alger. Elle y remporte la médaille d'argent et rate ainsi la qualification directe pour le championnat du monde 1994. En novembre, l'équipe ne réussit pas sa mission lors du tournoi de qualification pour le championnat du monde.

## Matchs
| Date             | Lieu  | Adversaire | Score                  | Durée | Compétition | Meilleur marqueur | Référence |
| 1993             | Alger | Algérie    | 0-3                    | -     | CHAN        | -                 |           |
| 26 novembre 1993 | Tunis | Canada     | 0-3                    | -     | TMQCM       | -                 |           |
| 27 novembre 1993 | Tunis | France     | 0-3 (13-15 7-15 10-15) | -     | TMQCM       | -                 |           |
| 28 novembre 1993 | Tunis | Égypte     | 3-?                    | -     | TMQCM       | -                 |           |

CHAN : match du championnat d'Afrique 1993 ;
TMQCM : match du tournoi mondial de qualification pour le championnat du monde 1994.

## Sélections
Sélection pour le championnat d'Afrique 1993
- Noureddine Hfaiedh, Atef Loukil, Chokri Bouzidi, Abderrazek Raissi, Makram Temimi, Ghazi Guidara, Ghazi Koubaa, Zakaria Chikhaoui, Moneem Ben Salem, Hatem Sammoud, Hichem Ben Romdhane, Tarek Aouni
- Entraîneur :  Sergei Alexiev